# ألين ستيل
ألين ستيل (بالإنجليزية: Allen Steele)‏‏ (19 يناير 1958 في ناشفيل، تينيسي - ) صحفي، وروائي، وكاتب خيال علمي من الولايات المتحدة.

## الجوائز
- Locus Award for Best First Novel [الإنجليزية]‏
- جائزة هوجو لأفضل نوفيلا
- Locus Award for Best Novella [الإنجليزية]‏
- جائزة هوجو لأفضل نوفيلا
- جائزة سيون
- جائزة هوغو لأفضل رواية
- جائزة سيون
- Robert A. Heinlein Award [الإنجليزية]‏